# Великий хлебодар Франции
Великий хлебодар Франции (фр. grand panetier de France) — придворная должность во Французском королевстве при Старом режиме, один из высших чинов Дома короля.

## История

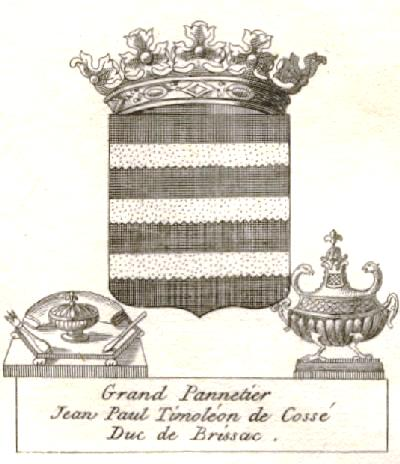
Герб Жана-Поля-Тимолеона де Коссе-Бриссака

Стоял во главе хлебохранилища дома короля. При коронациях, на церемониях и в дни больших праздников лично прислуживал за королевским столом вместе с оруженосцем-стольником и главным виночерпием.
Осуществлял юрисдикцию над парижскими булочниками, и теми, что находились вне городских стен, отмененную эдиктом Людовика XIV в августе 1711; в XVIII веке еще собирал налог с этой корпорации, что было делом более почетным, чем прибыльным. Собирая с каждой булочной Парижа по парижскому денье в год, великий хлебодар мог содержать секретаря и прокурора, служивших при панетерии («хлебохранилище»), ведомстве, расположенном во дворце юстиции.
Во время английского владычества в Париже хлебодары обложили булочников налогом в пять су и при помощи оккупантов подавили их недовольство. Освободив столицу, Карл VII признал этот побор несправедливым и восстановил прежний порядок.
Первым известным великим хлебодаром был Эд Аррод (ум. 1217). Должность, которую занимали представители самых знатных семей королевства, в том числе Монморанси, с 1495 года стала наследственной в роду Коссе-Бриссаков.
В 1332 году Бушар II де Монморанси, бывший Panetarius Franciæ, вел процесс против купеческого прево и эшевенов города Парижа, поддержавших интересы булочников и вмешавшихся в юрисдикцию хлебодара, который отстаивал свои полномочия.
Геральдическими эмблемами должности великого хлебодара были золотой неф и столовый прибор, изображавшиеся под щитом.

## Великие хлебодары Франции
- Эд Аррод (ок.1170—1217)
- Юг д’Оти
- Жоффруа де Ла-Шапель
- ок. 1260 — Жан Брито (ум. после 1275), сеньор де Нанжи и де Фонтен
- 1288 — Матье (ум. после 1291), видам Шартрский
- 1294 — Робер де Мёдон (ум. 1325)
- 1298 — Матье де Три (ум. после 1303)
- ранее 1305 — после 1316 — Рауль Эрпен (ум. после 1316), сеньор д’Эркёри
- 1323 — Бушар II де Монморанси, сеньор де Сен-Льё
- 1344—1345 — Шарль I де Монморанси (ум. 1381), маршал Франции
- 1345 — Рог де Анже
- 1353 — Ги IV де Латремуй
- ранее 1355 — ранее 1360 — Жан де Тренель (ум. ранее 1360)
- ? — после 1391 — Рауль де Реневаль (ум. после 1391)
- 1396—1411 — Ги де Ларошгийон (ум. 1411), виконт де Роншвиль
- 1411—1413 — Антуан де Кран (ум. 1415), сеньор де Боверже
- 1413—1418 — Жан V Мале (ум. 1449), сеньор де Гравиль
- 1418—1419 — Робер де Майи
- 1419—1439 — Ролан де Донкёр, на английской службе
- ? — 1427 — Жан де При (ум. 1427), барон де Бюзансуа
- 1428 — Жан де Найяк (ум. 1428)
- 1428 — после 1446 — Жак II де Шатийон (ум. после 1446), сеньор де Дампьер
- 1449—1461 — Антуан де Шабанн (ум. 1488), граф де Даммартен
- 1461—1473 — Луи де Крюссоль (ум. 1473)
- 1473 — Жак де Крюссоль (ум. 1525)
- 1485 — после 1491 — Жак Одар (ум. после 1491), сеньор де Кюрзе
- 1495—1540 — Рене де Коссе (1460—1540), сеньор де Бриссак, первый хлебодар короля
- 1540—1546 — Шарль де Крюссоль (ум. 1546), виконт д’Юзес
- 1547—1563 — Шарль I де Коссе (ум. 1563), граф де Бриссак, маршал Франции
- 1563—1582 — Артюс де Коссе (1512—1582), граф де Секондиньи, маршал Франции
- 1582—1621 — Шарль II де Коссе (1550—1621), герцог де Бриссак, маршал Франции
- 1621—1651 — Франсуа де Коссе (ок. 1580—1651), герцог де Бриссак
- 1651—1661 — Луи де Коссе (1625—1661), герцог де Бриссак
- 1661—1675 — граф Тимолеон де Коссе (1626—1675)
- 1675—1709 — Артюс-Тимолеон-Луи де Коссе (ок. 1668—1709), герцог де Бриссак
- 1709—1732 — Шарль-Тимолеон де Коссе (1693—1732), герцог де Бриссак
- 1732—1780 — Жан-Поль-Тимолеон де Коссе (1698—1780), герцог де Бриссак, маршал Франции
- 1780—1792 — Луи-Эркюль де Коссе (1734—1792), герцог де Бриссак